# Sheriff Jim Coats Clearwater Women's Open 2012
Lo Sheriff Jim Coats Clearwater Women's Open 2012 è stato un torneo di tennis facente parte della categoria ITF Women's Circuit nell'ambito dell'ITF Women's Circuit 2012. Il torneo si è giocato a Clearwater (Florida) negli USA dal 12 al 18 marzo 2012 su campi in cemento e aveva un montepremi di $25,000.

## Vincitori

### Singolare
Garbiñe Muguruza Blanco ha battuto in finale  Grace Min con il punteggio di 6–0, 6–1

### Doppio
Ekaterine Gorgodze /  Al'ona Sotnikova hanno battuto in finale  Naomi Broady /  Heather Watson con il punteggio di 6–3, 6–2